# Shimosuwa-shuku

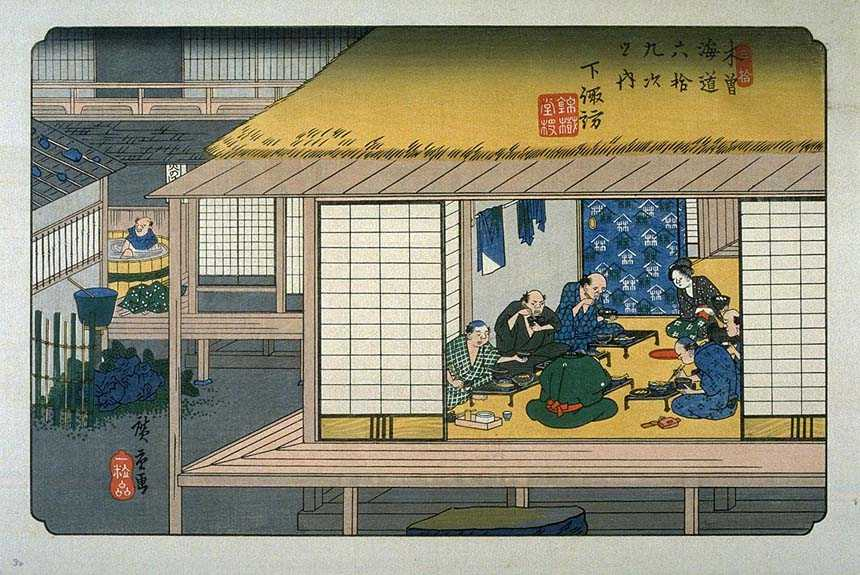
Shimosuwa-shuku, estampe de Hiroshige de la série Les Soixante-neuf Stations du Kiso Kaidō.

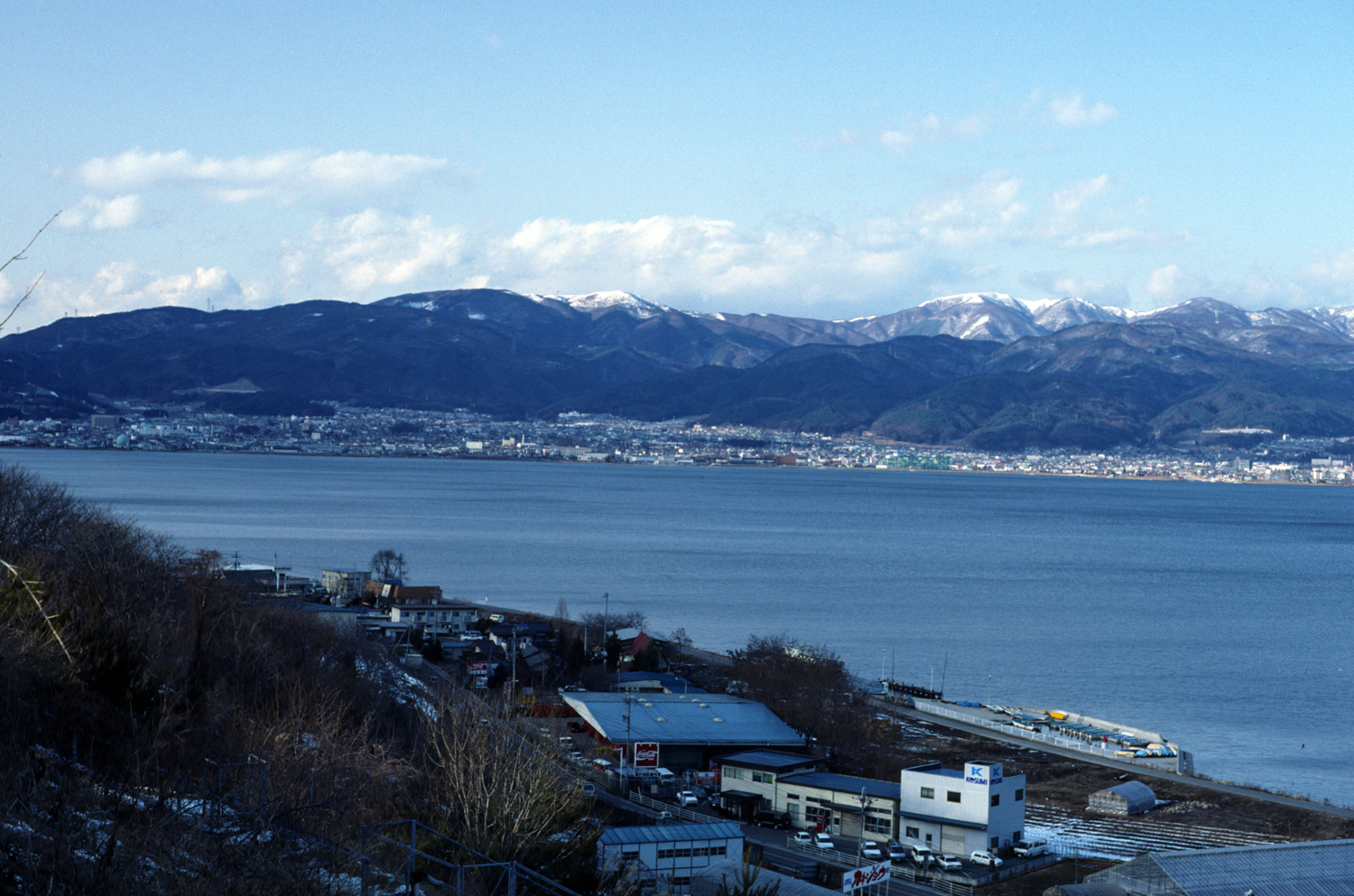
Le lac Suwa.

Shimosuwa-shuku (下諏訪宿, Shimosuwa-shuku) était la vingt-neuvième des soixante-neuf stations du Nakasendō et aussi la dernière étape du Kōshū Kaidō. Elle est située dans la ville moderne de Shimosuwa, dans le district de Suwa, préfecture de Nagano au Japon.

## Histoire
Construite vers 1601, Shimosawa-shuku était une shukuba florissante car elle se trouvait entre deux difficiles cols de montagne, le col de Wada et celui de Shiojiri. Les onsen de la ville en faisaient une aire de repos très fréquentée. La station servait aussi d'accès au Suwa-taisha.
En 1843, Shimosuwa-juku comptait 1 345 résidents et 315 bâtiments dont une honjin, une honjin secondaire et 40 hatago.

## Stations voisines
Nakasendō
Wada-shuku – Shimosuwa-shuku – Shiojiri-shuku
Kōshū Kaidō
Kamisuwa-shuku – Shimosuwa-juku (point d'arrivée)